# Ceratobranchia elatior
Ceratobranchia elatior är en fiskart som beskrevs av Tortonese 1942. Ceratobranchia elatior ingår i släktet Ceratobranchia och familjen Characidae. Inga underarter finns listade i Catalogue of Life.